# Hunters (serie de televisión de 2016)
Hunters es una serie de televisión estadounidense dramática estrenada en Syfy, creado por Natalie Chaidez y como productores ejecutivos Chaidez, Emile Levisetti y Gale Anne Hurd. La serie estrenó el 11 de abril de 2016.  Todos los episodios se suponían que deberían estrenarse a las 10/9c en las noches de los lunes, pero antes de los 6 últimos episodios fueron abruptamente cambiados el día y el horario a los martes a la medianoche debido a la baja audiencia y malas críticas.
Syfy anunció su cancelación el 8 de julio de 2016.

## Sinopsis
Hunters se centra alrededor de la desaparición de la esposa de un policía de Filadelfia cuando descubre que un grupo de organización persigue a terroristas extraterrestres.

## Elenco y personajes
- Nathan Phillips como Flynn Carroll.[5]
- Britne Oldford como Allison Regan.[6]
- Mark Coles Smith como Dylan Briggs.
- Lewis Fitz-Gerald como Truss Jackson.
- Laura Gordon como Abby Carroll.
- Shannon Berry como Emme Dawson.
- Gareth Davies como Jules Callaway.
- Sarah Peirse como Finnerman.
- Edwina Wren como Michelle James.
- Julian McMahon como Lionel McCarthy.[7]

## Episodios
| N.º (serie) | Título                         | Director                              | Guionista(s)    | Primera emisión     | Audiencia (en millones) |
| --- | ------------------------------ | ------------------------------------- | --------------- | ------------------- | ----------------------- |
| 1 | «The Beginning & The End»      | Ernest R. Dickerson & Emile Lavisetti | Natalie Chaidez | 11 de abril de 2016 | 0.54                    |
| Los cazadores de extraterrestres secuestran a la esposa del agente del FBI, Flynn Carroll, que es reclutado por la Unidad de Exo-Terrorismo (ETU) para hacer frente a la nueva amenaza para la humanidad. |                                |                                       |                 |                     |                         |
| 2 | «Messages»                     | —                                     | —               | —                   | 0.43                    |
| Flynn y su socia, Allison Regan, que también pasa a ser un extraterrestre, localizan a Lionel McCarthy, el exo-terrorista responsable del secuestro de su esposa.                                         |                                |                                       |                 |                     |                         |
| 3 | «Maid of Orleans»              | —                                     | —               | —                   | 0.40                    |
| Un equipo ETU juega al gato y al ratón con una nueva forma de cazar en las selvas de México; el pasado de Allison se muestra en flashbacks.                                                               |                                |                                       |                 |                     |                         |
| 4 | «Love and Violence»            | —                                     | —               | —                   | 0.32                    |
| 5 | «Her Body in My Soul»          | —                                     | —               | —                   | 0.37                    |
| 6 | «Bunker Soldier»               | —                                     | —               | —                   | 0.29                    |
| 7 | «Kissing the Machine»          | —                                     | —               | —                   | 0.26                    |
| 8 | «The More I See You»           | —                                     | —               | —                   | 0.17                    |
| 9 | «Promise»                      | —                                     | —               | —                   | 0.25                    |
| 10 | «Our System»                   | —                                     | —               | —                   | 0.29                    |
| 11 | «Telegraph»                    | —                                     | —               | —                   | 0.27                    |
| 12 | «Pretending to See the Future» | —                                     | —               | —                   | 0.21                    |
| 13 | «New Holy Ground»              | —                                     | —               | —                   | 0.31                    |

## Producción
Desarrollado en 2013, Hunters fue ordenado por Syfy en septiembre de 2014 con un orden inicial de 13 episodios, fue recogido en ese momento sin anunciar el reparto que lo integrarían. La producción comenzó en Melbourne, Australia. Cada episodios toma su título de una canción diferente de la banda británica, Orchestral Manoeuvres in the Dark.

## Recepción
La serie fue criticada por muchos expertos. Brian Lowry de Variety llamó al piloto "totalmente genérico, conceptualmente cínica e instantáneamente olvidable." Michael Perigard de Boston Herald's criticó la sobreactuación del reparto y sintió como si fuera una tortura porno.
Hunters obtuvo un 0% por los críticos y un 55% por las audiencias en Rotten Tomatoes además de una puntuación de 34 de 12 críticas más en Metacritic.